# فرودگاه سسکتون/ریکتر
فرودگاه سسکتون/ریچتر (به انگلیسی: Saskatoon/Richter Field Aerodrome) یک فرودگاه خصوصی است که یک باند فرود چمن و شن و رس دارد و طول باند آن ۹۱۴ متر است. این فرودگاه در کشور کانادا قرار دارد و در ارتفاع ۵۱۸ متری از سطح دریا واقع شده است.
|                             |
|                             |
| تصاویری از فرودگاه ساسکاتون |